# 南平市教育局
福建省南平市教育局隶属于福建省教育厅，是福建省南平市人民政府主管教育事业的组成部门。

## 组成部门

### 内设机构
- 办公室（省委教育工委办公室）
- 政策法规处
- 发展规划处
- 人事处
- 财务处
- 基础教育处
- 职业教育与成人教育处
- 高等教育处（省学位委员会办公室）
- 科学技术处
- 体育卫生与艺术教育处
- 对外合作处
- 学生工作处
- 教育督导处（省政府教育督导办公室）
- 学校安全工作处（省未成年人保护委员会办公室）
- 语言文字工作处（省语言文字工作委员会办公室）
- 机关党委
- 离退休干部工作处